# Anthophora trilineata
Anthophora trilineata är en biart som först beskrevs av Pérez 1906.  Anthophora trilineata ingår i släktet pälsbin, och familjen långtungebin. Inga underarter finns listade i Catalogue of Life.